# 山崎屋 (歌舞伎)
山崎屋（やまざきや）は、歌舞伎役者の屋号。
初代河原崎権之助が越前国山崎の出身だったことがその名の由来と伝わる。
山崎屋の代表的な名跡には以下のものがある。なお参考までに定紋も併せて記した。
| 屋号              | 名跡                                     | 定紋                                         | 定紋 |
| ----------------- | ---------------------------------------- | -------------------------------------------- | ---- |
| やまざきや 山崎屋 | かわらさき ごんのすけ 河原崎權之助       | かくちがいに ふたつどもえ 角違いに二つ巴     |      |
| やまざきや 山崎屋 | かわらさき ちょうじゅうろう 河原崎長十郞 | かくちがいに ふたつどもえ 角違いに二つ巴     |      |
| やまざきや 山崎屋 | かわらさき くにたろう 河原崎國太郞       | かくちがいに ふたつどもえ 角違いに二つ巴     |      |
| やまざきや 山崎屋 | かわらさき ごんじゅうろう 河原崎權十郞   | やつはなびしに ふたつどもえ 八つ花菱に二つ巴 |      |
| やまざきや 山崎屋 | かわらさき ごんさぶろう 河原崎權三郞     | （不詳）                                     |      |
| やまざきや 山崎屋 | かわらさき かおる 河原崎薫               | （不詳）                                     |      |